# Kościół św. Wojciecha w Ujeździe
Kościół Świętego Wojciecha – rzymskokatolicki kościół parafialny należący do dekanatu tomaszowskiego archidiecezji łódzkiej.
Proboszczem parafii jest ksiądz Andrzej Milczarek, a wikiariuszem ksiądz Paweł Wójtowicz.

## Historia
Świątynia została wzniesiona w latach 1674–1676 i ufundowana przez arcybiskupa gnieźnieńskiego Andrzeja Olszowskiego. Budowla została konsekrowana w 1694 roku przez biskupa Jerzego Albrechta Denhoffa. W 1892 roku do świątyni od strony zachodniej została dobudowana kaplica – mauzoleum rodziny Ostrowskich, zaprojektowane w stylu neobarokowym przez architekta Konstantego Wojciechowskiego. Jest to budowla murowana, składająca się z jednej nawy. W związku z tym że kościół był za mały dla rozrastającej się przez lata parafii, w 1987 roku został wmurowany kamień węgielny pod budowę nowej świątyni, trzykrotnie większej od starej. Nowa świątynia została wzniesiona od strony wschodniej starego kościoła. Została zaprojektowana przez architekta Aleksego Dworczaka. W dniu 23 kwietnia 1993 roku została poświęcona przez arcybiskupa Władysława Ziółka.

## Architektura
W starym kościele znajdują się ołtarz główny w stylu rokokowym, powstały w końca XVIII wieku, ozdobiony rzeźbami świętych Piotra i Pawła, w zwieńczeniu są umieszczone Trójca Święta oraz aniołowie i obraz Wniebowzięcia Najświętszej Maryi Panny, dwa ołtarze boczne pochodzące z końca XVIII wieku, w stylu rokokowym  ozdobione rzeźbami czterech Ewangelistów, oraz obrazem św. Anny nauczającej Maryję oraz obrazem Przemienienia Pańskiego z XVIII wieku. Zabytkami sztuki będącymi własnością parafii są: ambona w stylu rokokowym, przywieziona z Włoch w latach 1810–1818; stolce ozdobione herbami: Rawicz i Leliwa; chrzcielnica o czaszy barokowej z XVII wieku; obrazy: Zdjęcie z Krzyża namalowany w drugiej połowie XVIII wieku; św. Wojciecha, św. Wawrzyńca i św. Andrzeja namalowane pod koniec XVIII wieku, św. Józefa z Dzieciątkiem namalowany na początku XIX wieku; portret biskupa Jerzego Albrechta Denhoffa namalowany w 1694 roku i przemalowany w 1869 roku; dzwon ofiarowany przez Kaspra Danhoffa w 1620 roku. Obydwie świątynie posiadają organy, dzwony, Drogę Krzyżową, ławki, obydwie zakrystie są umeblowane..

## Galeria

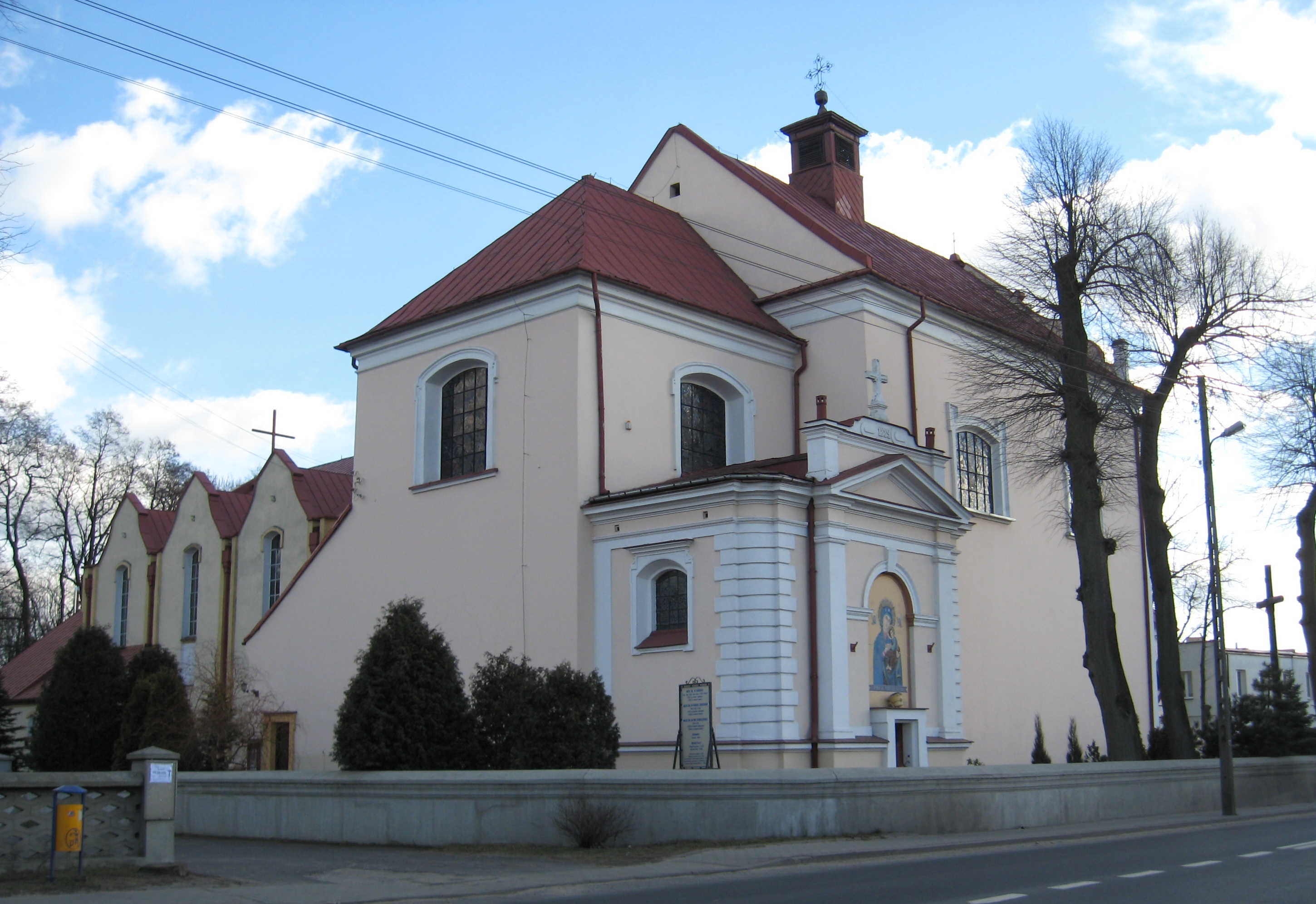
Widok od strony prezbiterium
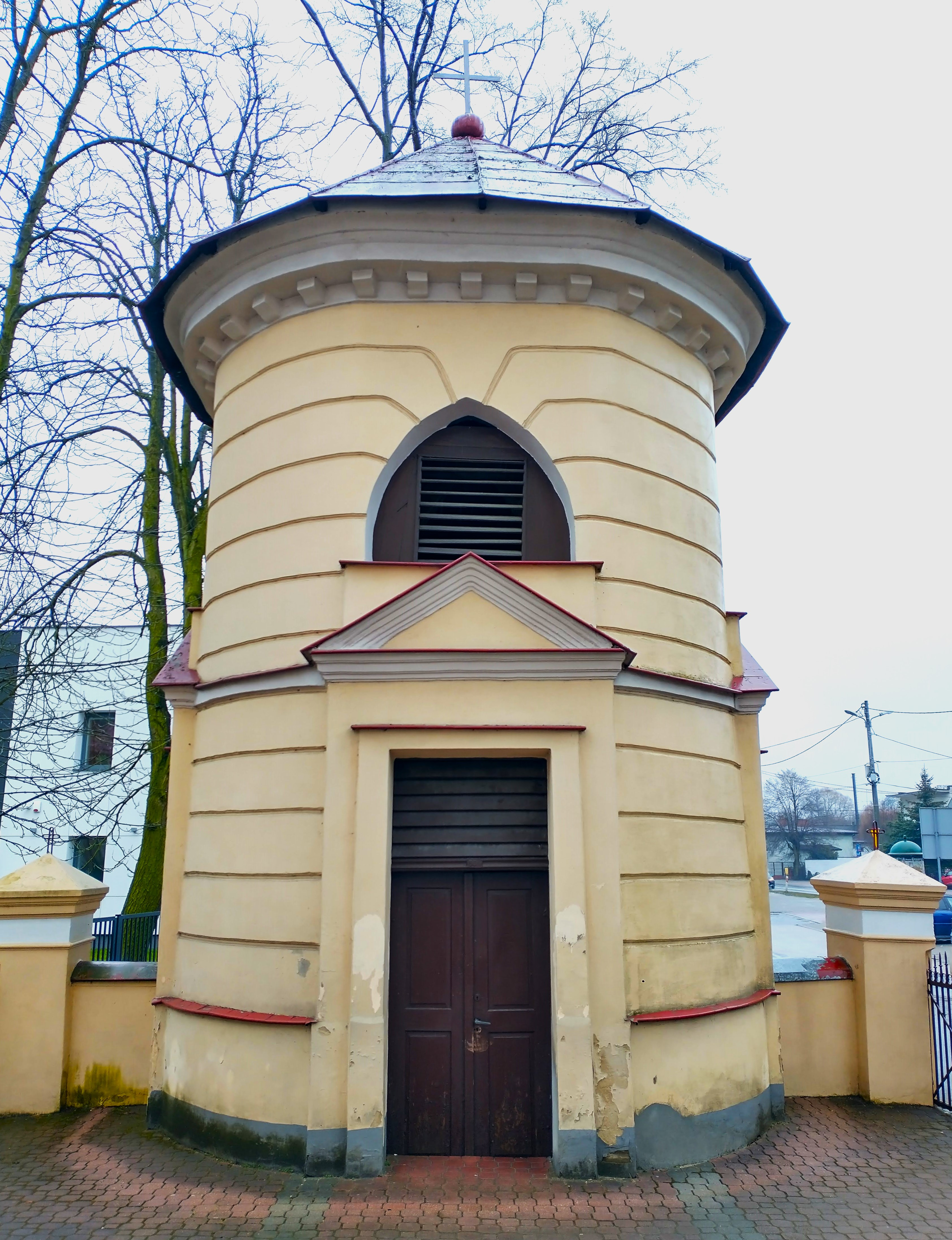
Dzwonnica
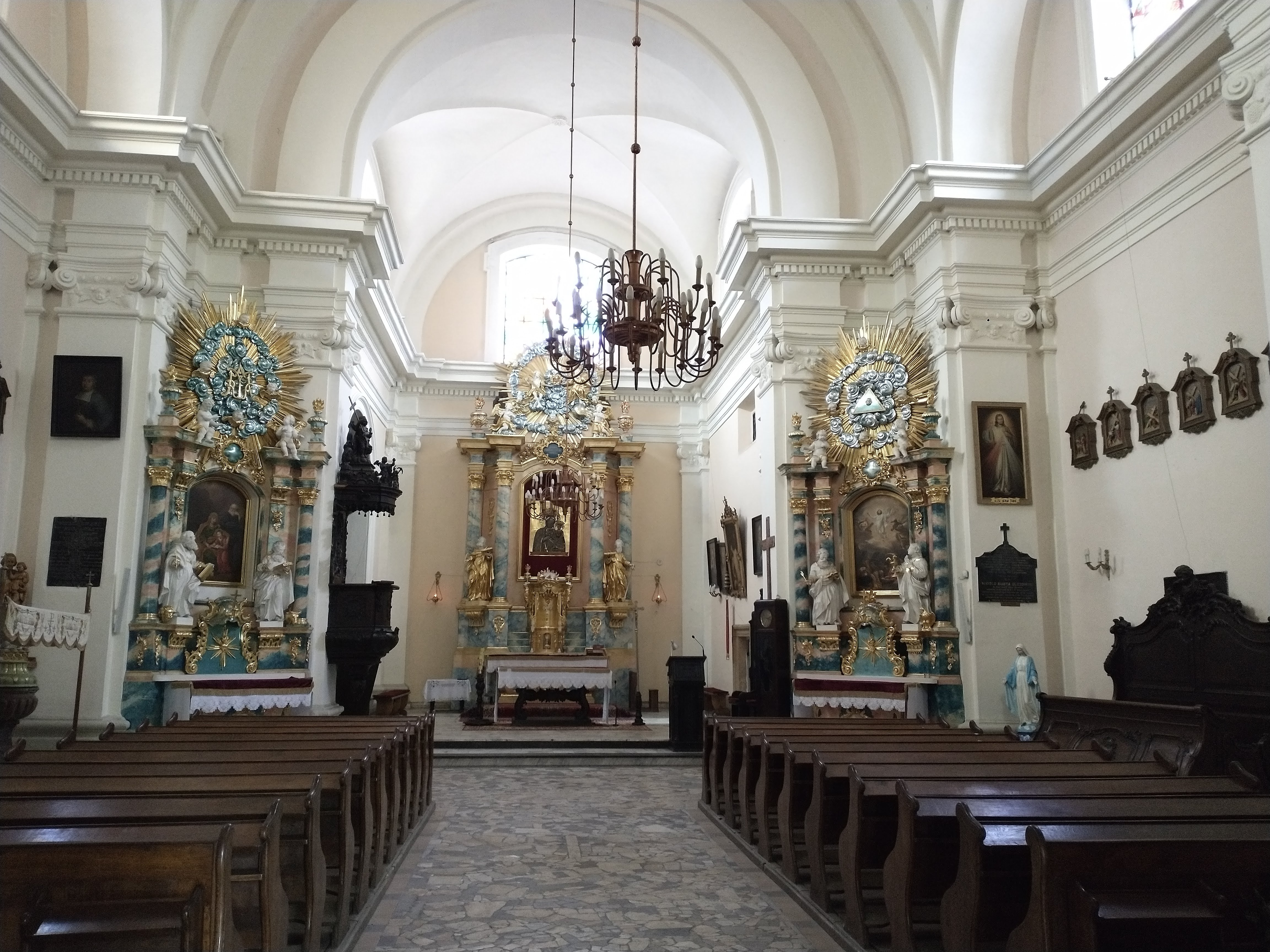
Wnętrze i ołtarze